# 강재수
강재수(1993년 8월 28일 ~ )는 대한민국의 가수다. 2020년 싱글 《아픈 말》로 데뷔했다.

## 방송
- 트롯 전국체전 (2020) - Top87
- 미스터트롯2 - 새로운 전설의 시작 (2022) - Top25(19위)

## 음반
- 아픈 말 (2020)
- 미스터트롯2 1:1 데스매치 베스트 PART2 (2023)
- 미스터트롯2 팀메들리 미션 베스트 PART1 (2023)

## 작사
- 정동원 <여름별> (2020)
- #안녕 <이별도 쉽게 못하고> (2022)
- 전상근, 리트너 프로젝트 <이 겨울이 지나면 그땐 봄이 올까요> (2023)
- 재하 <별난사람> (2023)

## 수상
- 제15회 현인가요제 대상
- 제7회 G-Pop Festival 대상
- 제11회 대한민국청소년트로트가요제 금상